# Gonepteryx taiwana
Gonepteryx taiwana is een vlindersoort uit de familie van de Pieridae (witjes), onderfamilie Coliadinae.
Gonepteryx taiwana werd in 1913 beschreven door Paravicini.